# Post Tour
Il Post Tour è stata una tournée della cantante islandese Björk, incentrata sul suo album Post.
Il tour è partito il 6 luglio 1995 dalla Scozia e si è concluso nel febbraio 1997 a Londra.

## Canzoni eseguite
1. Headphones
2. Army of Me
3. One Day (Trevor Morais Remix)
4. The Modern Things
5. Human Behaviour
6. You've Been Flirting Again
7. Isobel
8. Venus as a Boy
9. Possibly Maybe
10. Charlene
11. I Go Humble
12. The Anchor Song
13. Hyperballad
14. Enjoy
15. I Miss You
16. Crying
17. Violently Happy
18. 5 Years (inedita all'epoca)
19. It's Oh So Quiet
20. Big Time Sensuality (Plaid Remix)
21. Sweet Intuition
22. Le petit chevalier (Nico cover)
23. Motorcrash (Sugarcubes)

## Concerti
I primi cinque concerti del tour, svolti nel luglio 1995, si sono tenuti in Scozia (2) e Irlanda (3). In seguito il tour si è spostato negli Stati Uniti con dieci date tra il 22 luglio ed il 5 agosto 1995. Il 6 agosto 1995 l'artista si è esibita a Reykjavík (Islanda), prima di fare subito ritorno in Nord America con un concerto a Toronto (Canada) e altri quattro negli Stati Uniti.
Sempre nell'agosto 1995 il tour ha toccato nuovamente l'Europa. L'artista si è esibita in Germania, Inghilterra, Grecia, Austria, Spagna, Italia (il 22 settembre 1995 a Milano ed il giorno seguente a Nonantola), Ungheria, Repubblica Ceca, Norvegia, Svezia, Danimarca, Paesi Bassi, Belgio e Francia. Le tappe europee si sono chiuse provvisoriamente il 16 ottobre 1995.
Nell'ottobre 1995 l'artista è ritornata negli Stati Uniti, dove ha svolto una serie di concerti fino al 17 novembre.
Nel gennaio 1996 il tour è ripreso dall'Inghilterra con quattro date.
Tra il 31 gennaio ed il 23 febbraio 1996 l'artista si è esibita in Asia con tappe in Giappone, Cina, Hong Kong, Thailandia e Singapore.
Dal 28 febbraio al 16 marzo 1996 l'artista si è esibita in Nuova Zelanda (tre concerti) e Australia (7 concerti).
Nel giugno 1996 l'artista ha fatto ritorno per due concerti in Europa, precisamente a Parigi (Francia) e Hultsfred (Svezia).
Il 16 giugno si è esibita a San Francisco (Stati Uniti).
Tra il 21 giugno ed il 23 agosto 1996 vi è stata una nuova parentesi europea dei tour con tappe in Islanda, Danimarca, Norvegia, Portogallo, Belgio, Finlandia, Lettonia, Svizzera, Inghilterra e Paesi Bassi.
Nel mese di agosto 1996 vi sono stati tre concerti in Israele. Tra agosto e ottobre 1996 vi sono state altre cinque date europee del tour (Irlanda, Scozia, Inghilterra, Norvegia).
Il 13 ottobre 1996 l'artista si è esibita a Rio de Janeiro (Brasile).
L'ultima data ufficiale del tour si è tenuta a Londra il 27 febbraio 1997.